# Winningen (Aschersleben)
Winningen è una frazione della città tedesca di Aschersleben, nella Sassonia-Anhalt.

## Storia
Mehringen costituì un comune autonomo fino al 1º marzo 2004.